# Exponentiell summa
Inom matematiken är en exponentiell summa antingen en ändlig Fourierserie (det vill säga ett trigonometriskt polynom) eller någon annan ändlig summa som bildats med en liten modifiering av exponentialfunktionen,
{\displaystyle e(x)=\exp(2\pi ix).\,}
En typisk exponentiell summa är alltså av formen
{\displaystyle \sum e(x_{n})}
där summan går över en ändlig följd av reella tal xn.